# 淺草寺

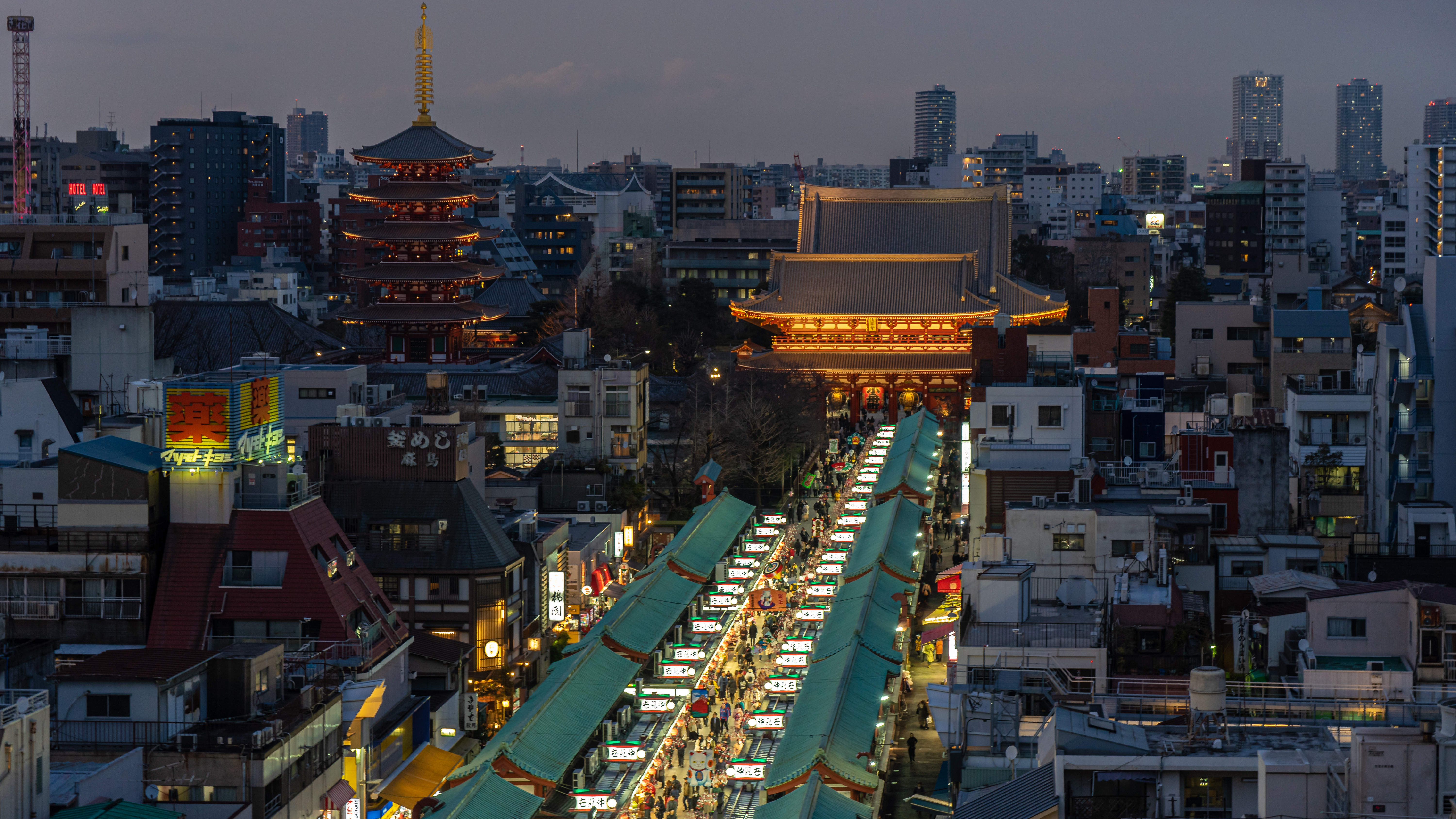
从浅草文化观光大楼拍摄的浅草寺夜景

淺草寺（日语：／ Sensō ji，發音：[sẽ̞ꜜɰ̃so̞ːʑi] ⓘ），正式名稱為金龍山淺草寺（日语：／ Kinryuuzan Sensō ji），位於日本東京都台東區淺草二丁目，是東京都内历史最悠久的寺院。山號為金龍山。供奉的本尊是聖觀音。原屬天台宗，於第二次世界大戰後獨立，成為聖觀音宗的總本山。觀音菩薩本尊通稱為「淺草觀音」。

## 起源與历史

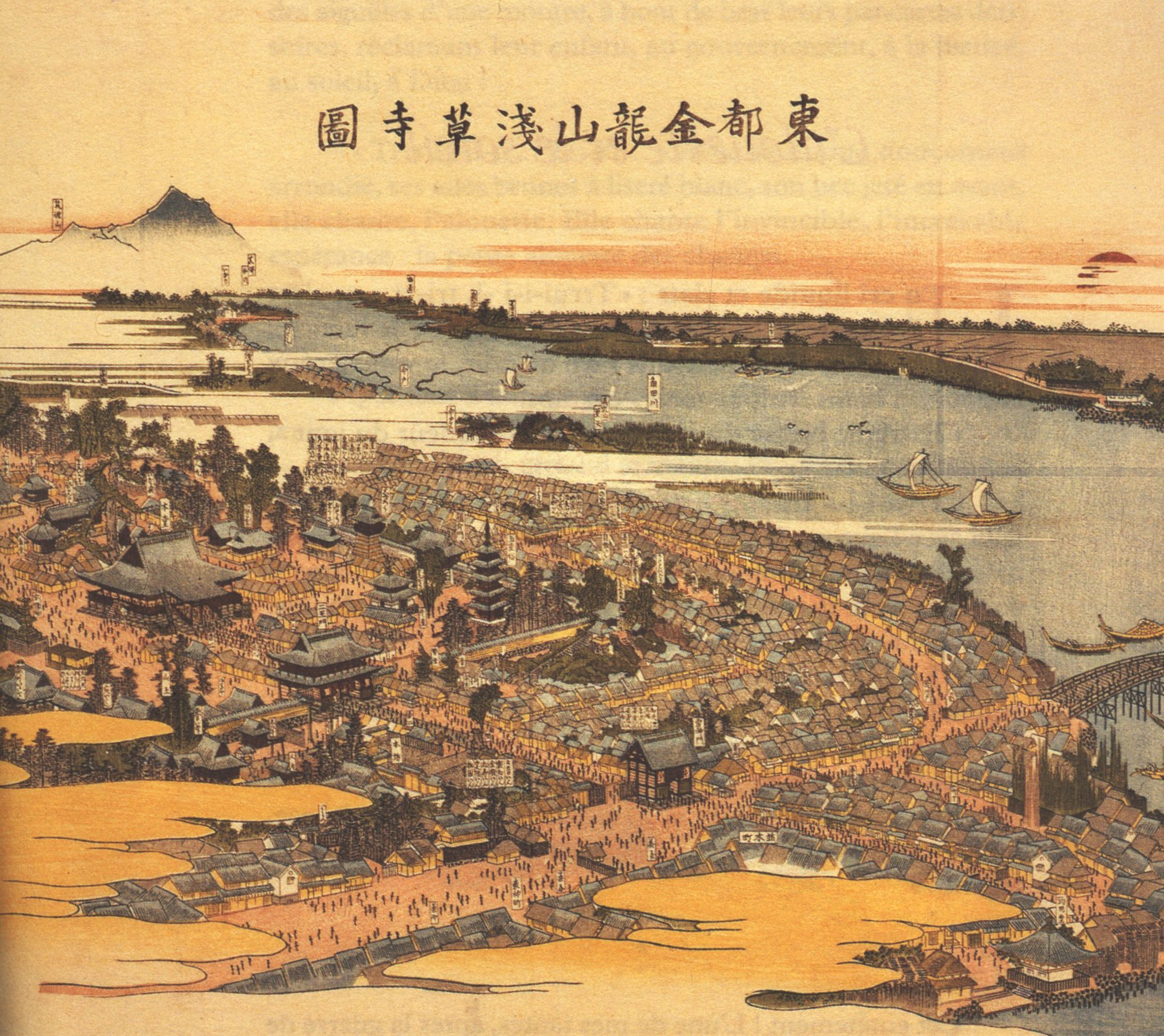
東都金龍山淺草寺圖
（1820年，鱼屋北溪绘）

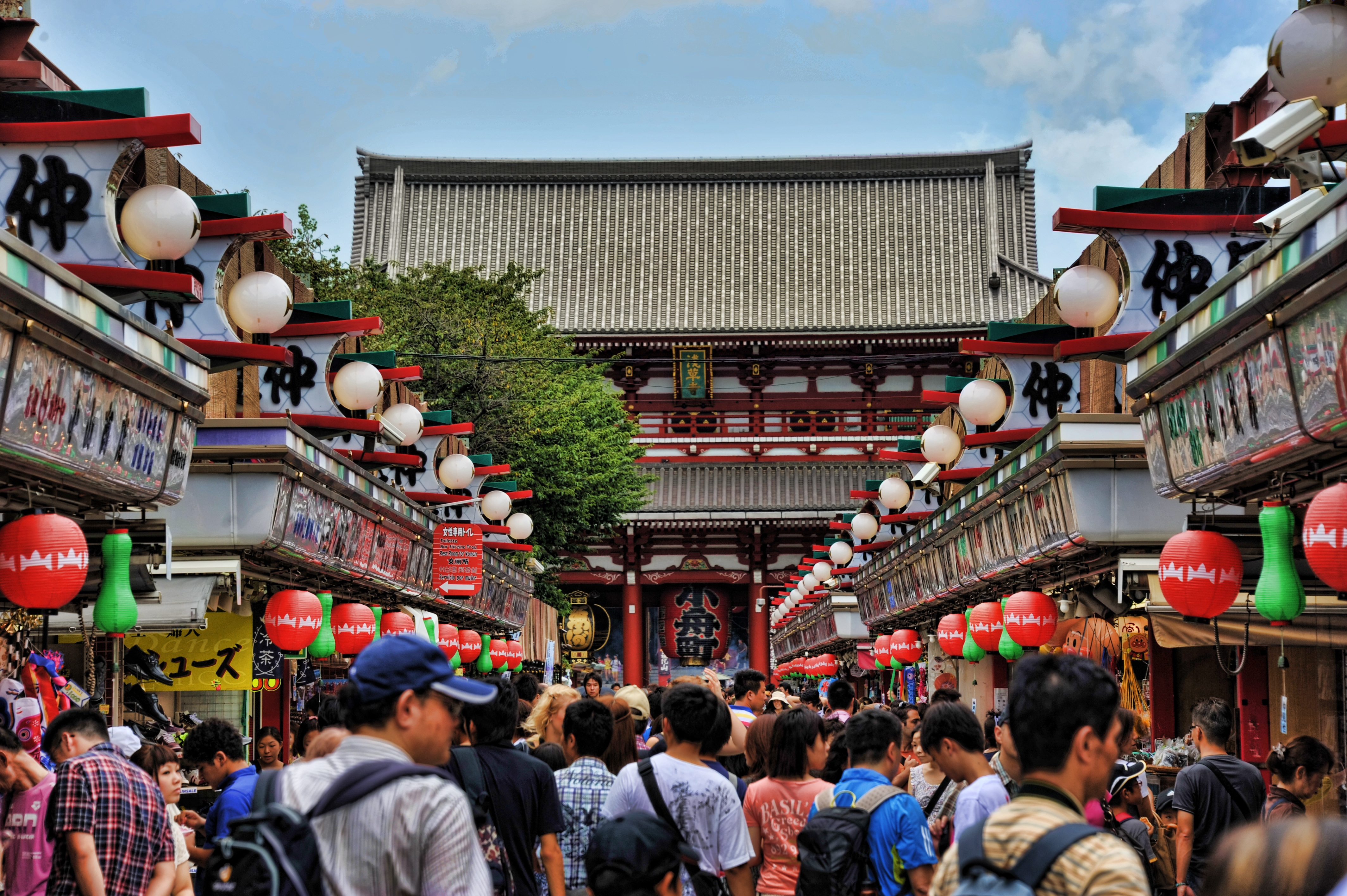
仲見世通

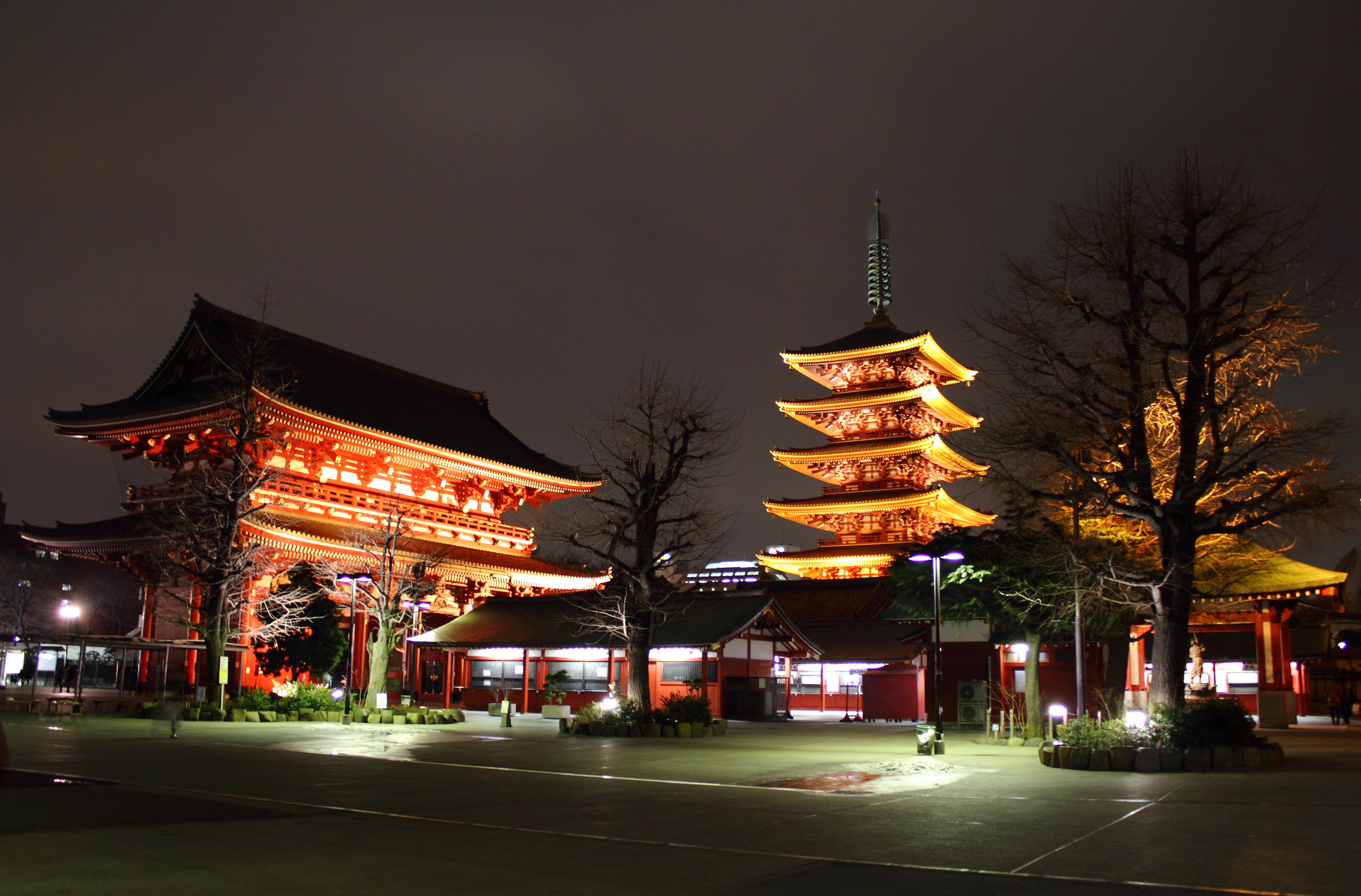
夜景

傳説在628年（推古天皇36年）3月18日凌晨，漁夫檜前浜成與檜前竹成兩兄弟於宮戶川（今隅田川）處漁獲了一尊佛像，即日後的淺草寺本尊。乡士土師中知得知此事后，識別出了佛像刻畫的聖觀音形象，就此皈依佛教，并將私宅改建作寺廟，以便村民供奉該像。645年（大化元年），僧人勝海上人來寺加以整備。相傳他受到觀音菩薩托夢告誡，遂將佛像本尊秘藏大殿深處供奉；857年（天安元年），延曆寺僧人慈觉大师円仁來寺建造了代替秘藏佛像供人參拜的觀音像，自此淺草寺逐漸發展爲宗教聖地；942年（天慶5年），平公雅前往參拜，祈求獲任武藏國守，如願后即以建造一座規模宏大的七堂伽藍還願，如今寺内的雷門、寶藏門（時稱仁王門）都是在此期間建造的。
1041年（長久2年）12月22日發生地震，浅草寺幾成废墟。僧人寂円上人致力重建，終於1051年（永承6年）落成正殿；然而就在僅僅28年後的1079年（承歷3年）12月4日，正殿便遭火災燒毀，相傳此時淺草觀音本尊自行避難至正殿西側一棵榎樹樹頂；1169年（仁安6年），學頭用舜上人带头重建浅草寺，記載稱用舜上人修行的聖觀音秘法使得天空降下大雨，雨水將伐自山林的木材冲至隅田川岸邊，從而保障了木材的安全。
一种说法认为，主尊圣观音像原供奉于饭能市成木川沿岸的岩井堂内，后遭大水冲走。据说，浅草寺创建前约100年，供奉在岩井堂的观音像与殿堂一起被大雨冲入成木川。成木川流经入間川、荒川后匯入隅田川，据说當地村民听到在下游发现佛像的消息后曾要求归还，但後來不了了之。
“淺草”首次出現於信史文獻是在鐮倉幕府官方編纂的史書《吾妻鏡》中。書中記載，1192年（建久3年），淺草寺有三名僧人參加了為後白河法皇七七舉辦的“百僧供養”法會。事實上，早在1180年（治承4年），信仰觀世音菩薩的源賴朝在侵入武藏國追討平氏的征途中便曾來到淺草寺祈願得勝。
室町時代至安土桃山時代，淺草寺始終受到足利氏等武將的尊崇。1352年（正平7年），室町幕府初代將軍足利尊氏前往參拜，承認寺領的合法性；1413年 （應永20年），第4代鐮倉公方足利持氏捐資重建了經樓。此後，足利氏與淺草寺保持著深厚的聯係，一度參與了正殿等建築的營造與修復。
1590年（天正18年），德川家康来到江户，听从慈眼大師天海进言，指定浅草寺为德川家祈愿之处。1600年（庆长5年）关原之战前夕，浅草寺僧人忠豪上人被召进江户城为德川祈求武运，并依传统在寺内进行了观音秘供，事后德川家果然大获全胜，浅草寺因而名声大噪。1685年（貞享2年），时任住持忠運上人与德川綱吉产生嫌隙，被迫离开寺庙，自此浅草寺纳入宽永寺管辖直至江户时代末期。
明治维新后，浅草寺领被归公没收，由东京府管辖，原寺领土地被指定为公园用地，划为1至7区，发展起娱乐产业。明治末期，第6区出现日本首座电影院“电气馆”；1890年（明治23年），浅草寺西侧建起一座名为“凌云阁”的瞭望塔（俗称“十二阶”），该塔系全日本首座配备电梯的瞭望塔，引起公众关注。明治、大正、昭和时代，以浅草寺为核心的浅草地区成长为领先时代的繁荣地带。
1945年（昭和20年）3月10日凌晨的东京大轰炸导致正殿及其他部分建筑被毁。新正殿于1951年（昭和26年）动工，昭和天皇亲自捐款，7年后顺利竣工；1865年（庆应元年）毁于火灾的雷门则由松下电器创始人松下幸之助于1960年（昭和35年）捐资重建；1964年（昭和39年），大谷重工業的大谷米太郎夫妇捐资重建宝藏门；1973年（昭和48年），五重塔重建，其间灵牌殿安放有约3万座永久供养的灵位。建立至今，浅草寺已重建近20次。

## 寺内

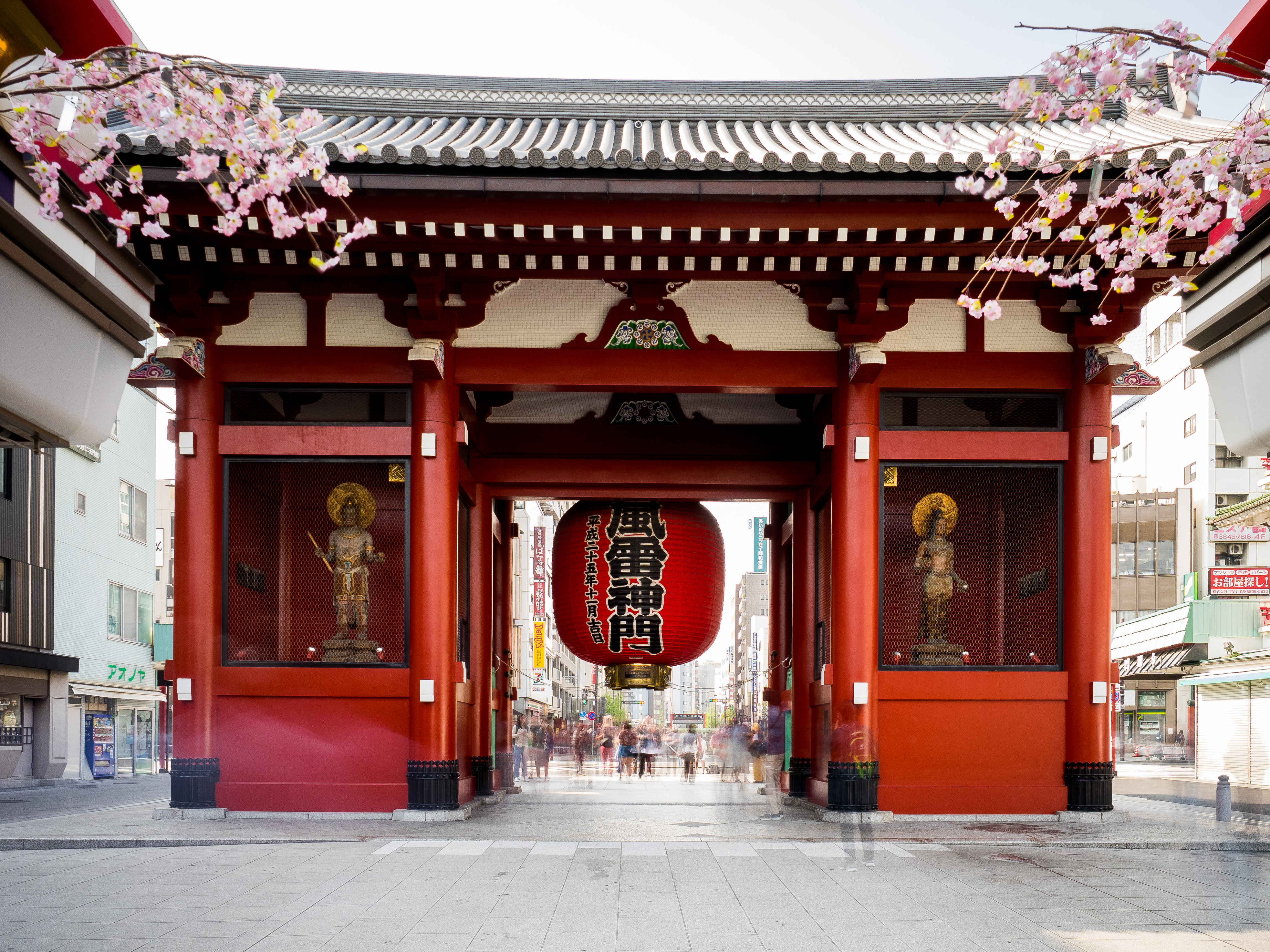
雷門

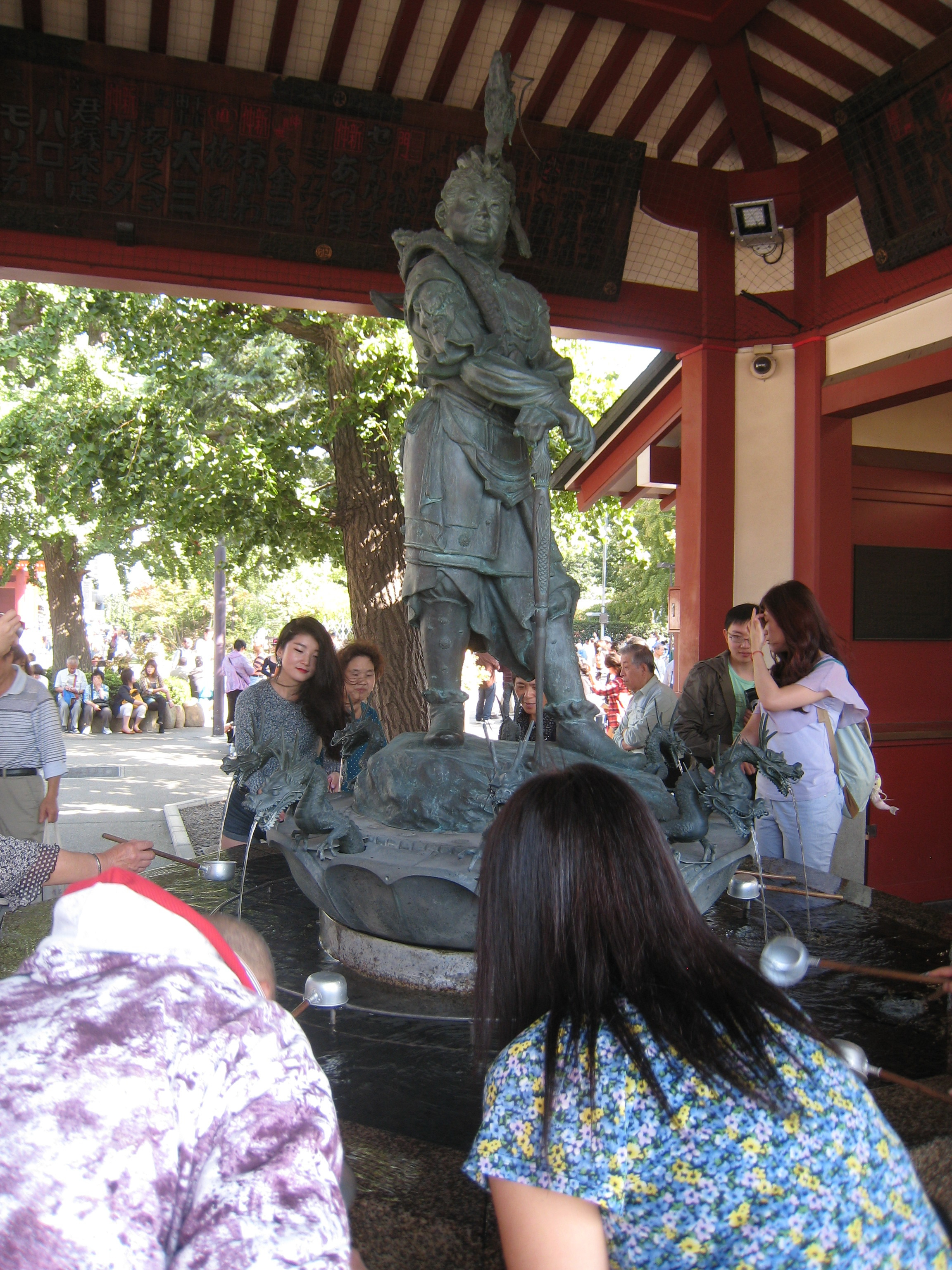
八大龍王

雷門表参道入口之門。切妻造八脚門，左面的是風神像，右面的是雷神像，正式名稱為「風雷神門」，通稱為「雷門」。慶應元年（1865年）被燒毀、1960年（昭和35年）、約1世紀之後以鋼筋混凝土再重建。門内置有實業家松下幸之助於淺草觀音祈願之後病癒，作為報答而寄贈的大燈籠。

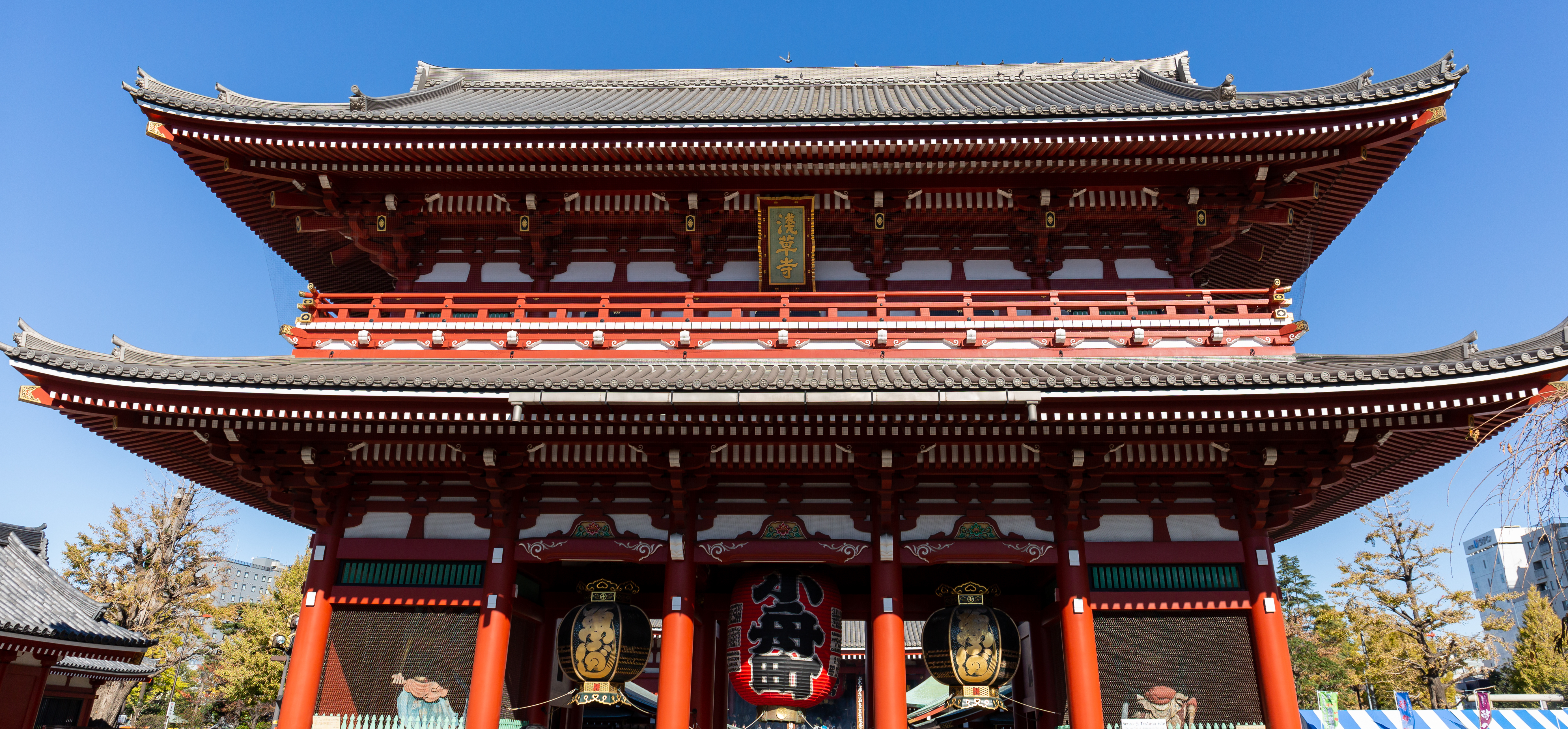
宝藏門

寶藏門鑽過雷門、通過仲見世商店街之後就是寶藏門。入母屋造的二重門（2層建築、外觀上為上下二重門）。現在的門於1964年（昭和39年）再重建時以鋼筋混凝土建造，由實業家大谷米太郎夫妻捐款興建。門的左右置有仁王（金剛力士）像，原名為「仁王門」。昭和再重建後才改稱寶藏門，其名來自門上層的文化財產收藏庫。

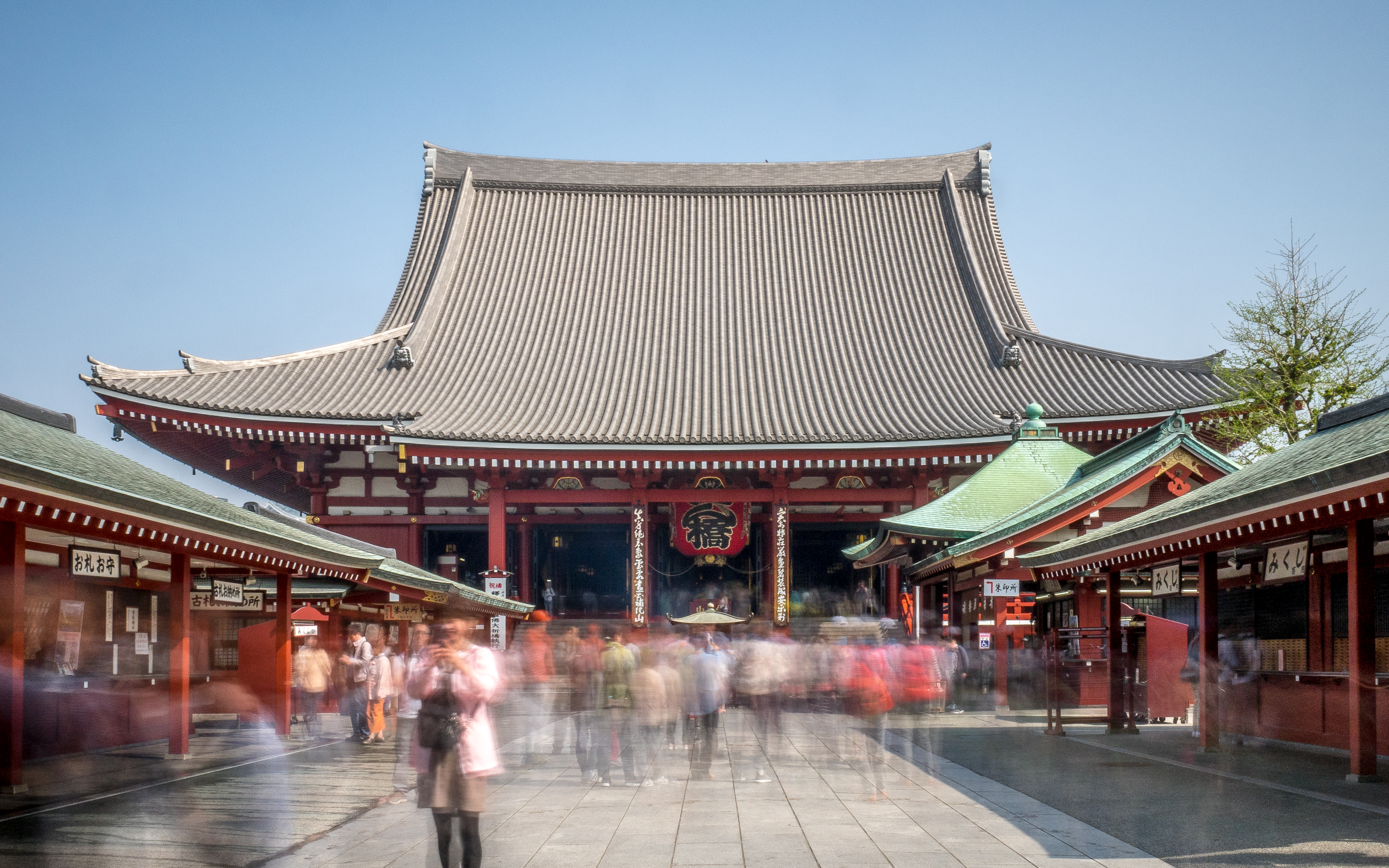
本堂

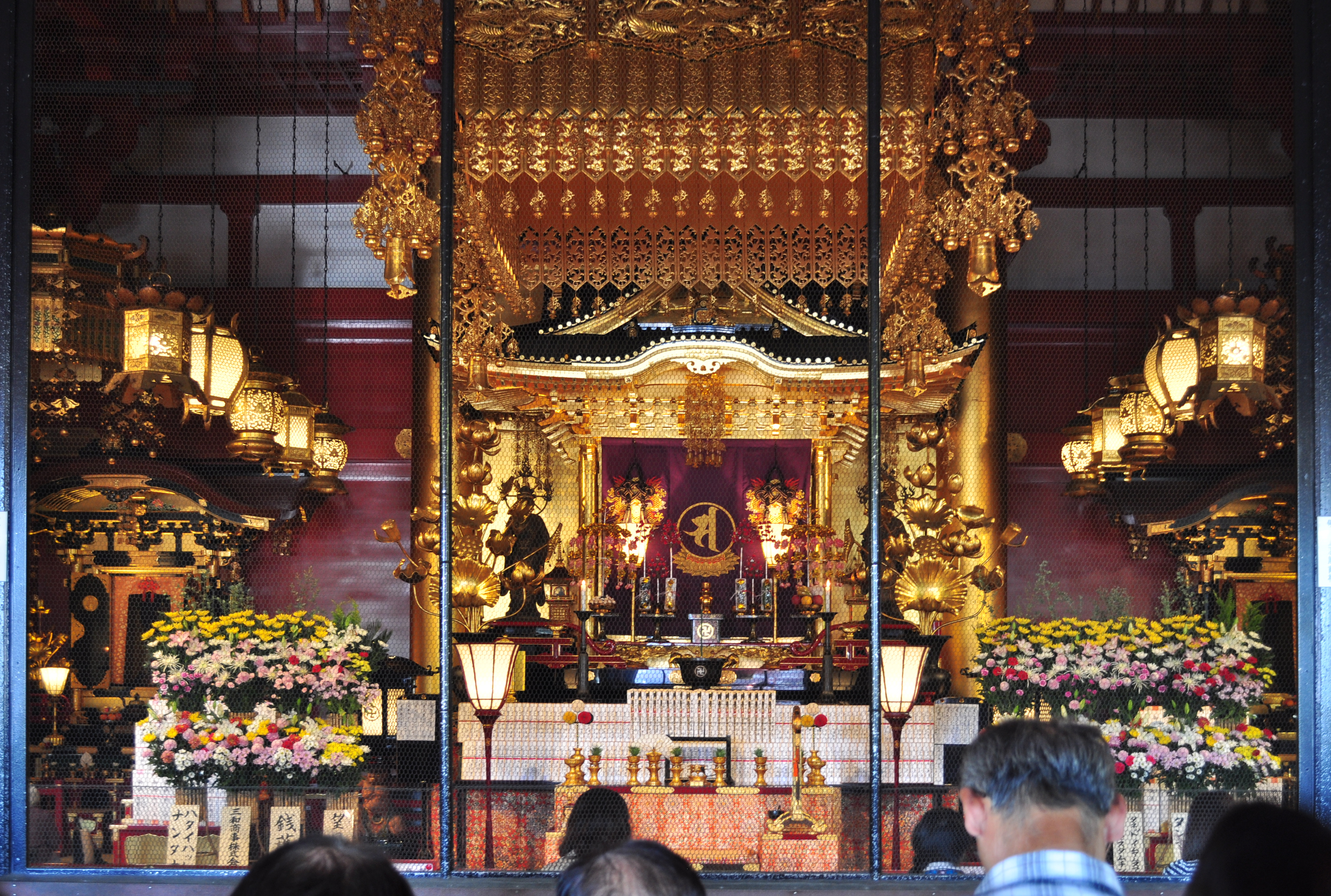
本堂內部佛龕

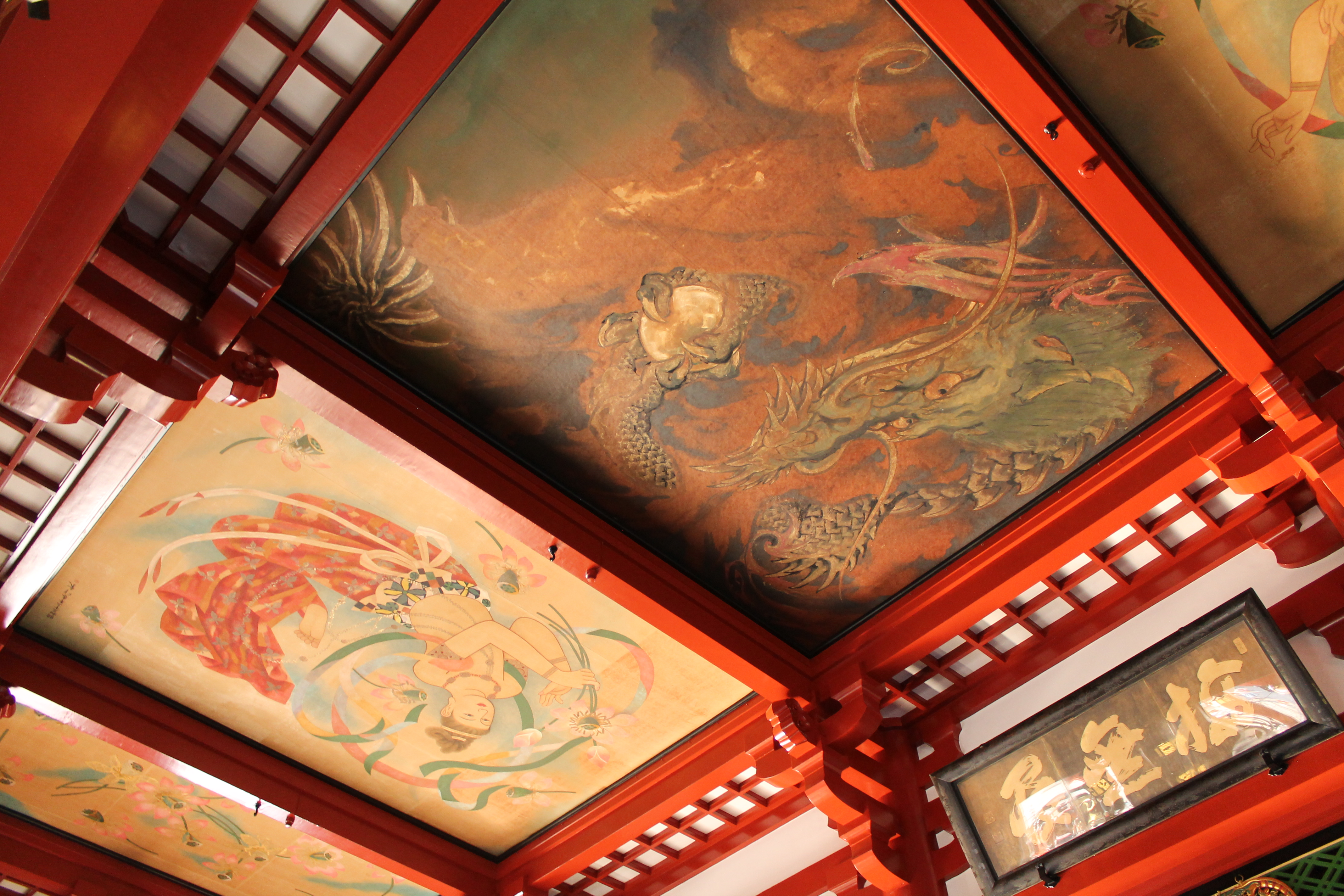
外陣天井畫

本堂（重要文化財產）本尊觀音像供奉之地，故又稱觀音堂。舊堂於慶安2年（1649年）重建，為近世大型寺院本堂的代表作與國宝（當時），1945年（昭和20年）於東京大空襲被燒燬。現在之堂於1958年（昭和33年）再重建時以鋼筋混凝土建造。外陣有川端龍子（りゅうし）作畫的、堂本印象作畫的等天井畫。
内陣中央為本尊安置間，高6米的宮殿。宮殿内部分為前之間與奥之間，奥之間有秘藏本尊，前之間為觀音像。於毎年12月13日會舉行的開扉法事，與有特別儀式需要開扉的時候，信徒可以到此參拜像，但秘藏本尊像不作公開。宮殿的左右有脇侍梵天・帝釋天像，堂内後方左右有不動明王像與愛染明王像。

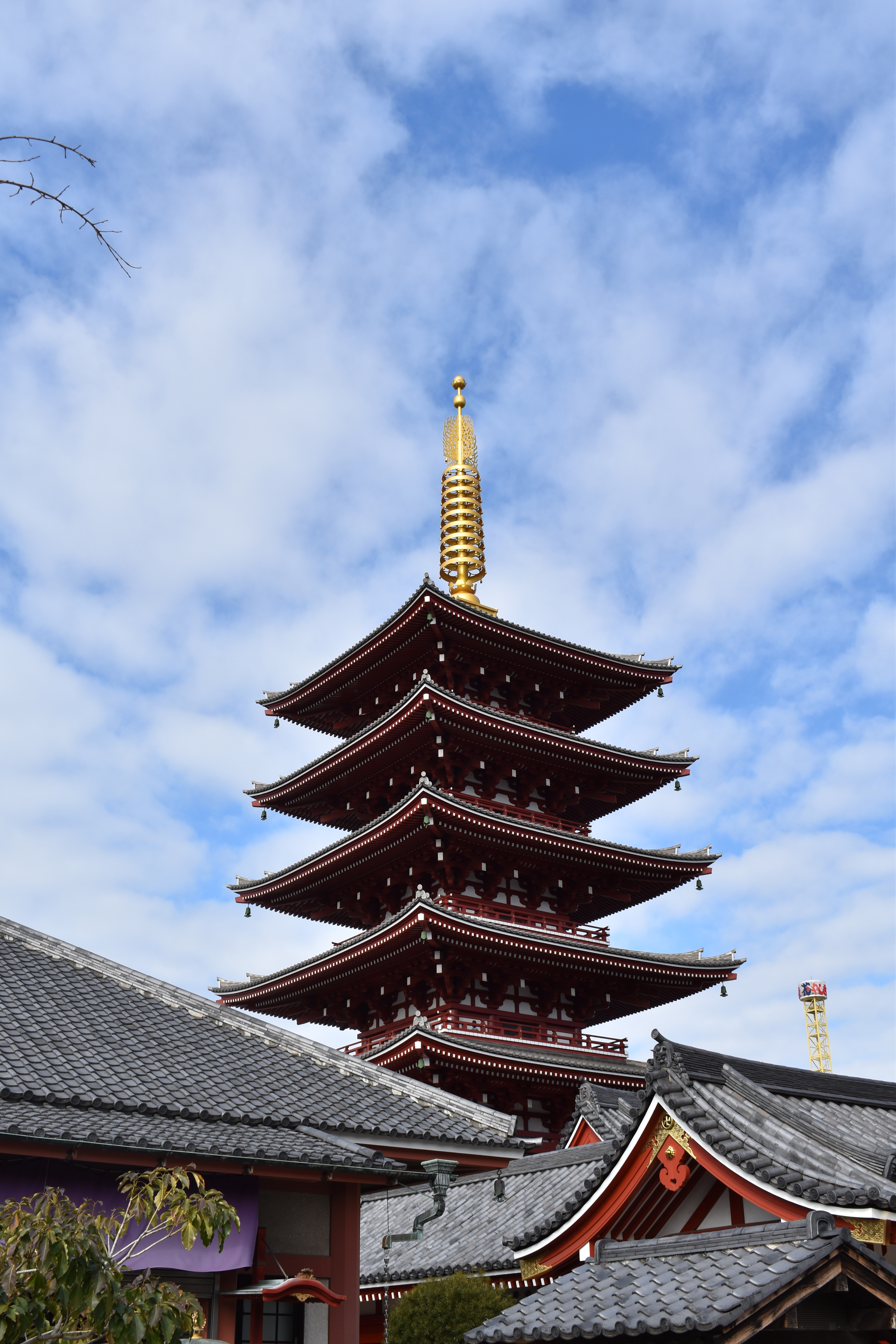
五重塔

五重塔重建前之塔於慶安元年（1648年）建成、與本堂同樣於關東大地震時倒塌、1945年時東京大空襲被燒毀。現在之塔於1973年（昭和48年）重建、鋼筋混凝土建造、鋁合金瓦頂、基壇高約5米、塔自體高約48米。基壇内部有收納供養靈位牌的靈牌殿、塔的最上層置有斯里蘭卡傳來的舍利子。現在塔之本堂位於西側、重建以前本位於東側。
二天門（重要文化財產）－位於本堂東側，向東興建，切妻造八脚門，木材建造。元和4年（1618年）時建築，沒被第二次世界大戰破壞的貴重建築物。當時的將軍德川秀忠為供奉父親德川家康而於日光與淺草建東照宮，這門是作為淺草東照宮的隨身門而被興建（東照宮於1642年燒毀、沒有再重建）。現在，門的左右安置有二天（持國天、増長天）。

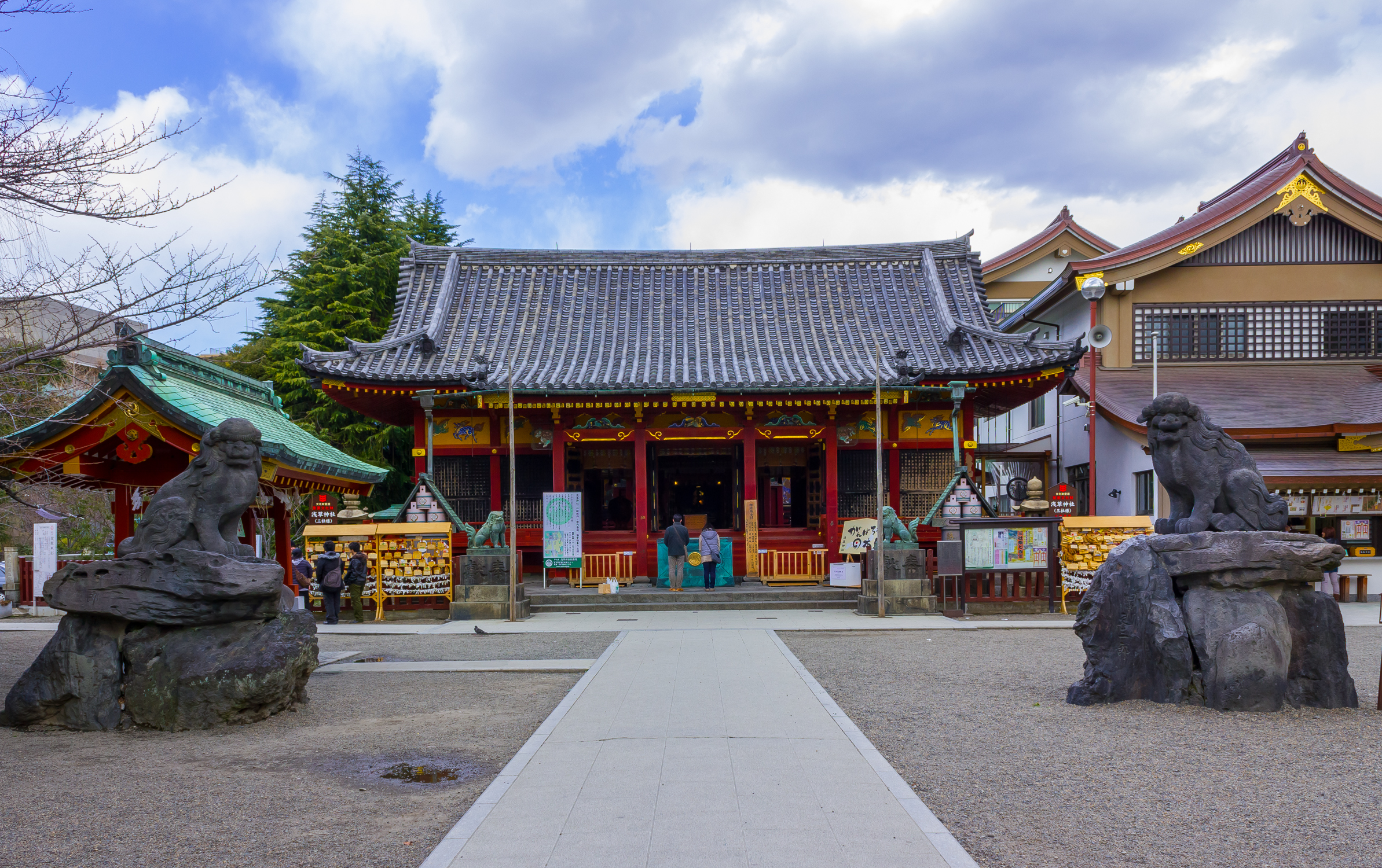
淺草神社

淺草神社（重要文化財產）－位於本堂東側。此神社供奉的是淺草寺草創相關的三人。明治神佛分離之後與淺草寺屬不同法人管理。詳細參照淺草神社。
傳法院位於宝藏門前西側、淺草寺和尚生活的地方。有由小堀遠州製作的回遊式庭園。一般不公開開放。

## 重要節慶與活動
- 針供養（2月8日）
- 金龍之舞－3月18日的觀音示現會（じげんえ）、10月18日的菊供養之際、有舞金龍活動。
- 三社祭（5月17・18日頃）淺草神社的祭禮、著名的江戶三大祭之一。
- 四万六千日（しまんろくせんにち）（7月9日－10日）於此日參拜被認為能得到等同于参拜了4万6千日的功德。設灯笼花市。
- 万靈燈籠供養會（8月15日）祭先人的盂蘭盆會。
- 歳市（12月17日－19日）毎月18日為觀音菩薩的緣日、特別於年末的緣日設歳市。設羽子板市。

## 文化財產
- 二天門（重要文化財產）
- 法華經（國宝）－平安時代11世紀頃的作品。以金銀泥作裝飾的「裝飾經」的代表作。寄存於東京國立博物館。
- 元版一切經（重要文化財產）－中國・元朝（明治初期、由鶴岡八幡宮傳來）
- 六角堂（東京都指定建造物）
- 緣起（東京都指定繪畫・典籍）

其他還有、江戶時代的繪馬、當中包括有歌川國芳等著名繪師的作品。

## 參拜人數
根據東京觀光財團的資料，把觀光者的人數也算在內的話，一年人次有3000-4000萬人。按照寺院、神社的參拜、觀光人數排行，這裡是日本第一。主參道上遊人終日絡繹不絕，元旦三天的參拜者達到百萬人以上。每月一八日的吉日或「茶湯月參講」的功德日之時，大殿內信者雲集，祈禱聲充耳不絕。

## 交通
- 日之出棧橋乘水上巴士約40分鐘。有巴士來往上野廣小路到雷門間。

地下铁--银座线，浅草站下车。
地下铁--都营浅草线，浅草站下车。

## 淺草寺的發掘
- 考古學遺跡—淺草寺
  - 由於淺草寺擁有古代至中世・近世（江戶時代）長久历史、故淺草寺遺跡藏有大量考古學上的重要的历史資料。有關這方面的資料可參看下列文獻與報告。

關連文獻
加藤晋平1971「淺草寺私考」『物質文化』18
小俣悟1996「台東區の遺跡」『武蔵野』74巻2号。
小俣悟2001「加藤先生と台東區の發掘調査」『ツンドラから熱帯まで：加藤晋平先生古稀記念考古學論集』227～228。
小俣悟2000「淺草寺（淺草寺遺跡）」『東京の中世瓦』第7回中世瓦研究會資料集、中世瓦研究會。
台東區教育委員會・台東區文化財調査會於淺草寺境内及周邊地之發掘調査報告書
台東區文化財調査會編1994『淺草松清町遺跡調査報告書』
台東區文化財調査會編1999『淺草寺西遺跡』 台東區埋蔵文化財發掘調査報告書第6集。 
台東區文化財調査會編2001『淺草寺遺跡：淺草寺病院地点』台東區埋蔵文化財發掘調査報告書13集。
台東區文化財調査會編2002『雷門遺跡』台東區埋蔵文化財發掘調査報告書18集。

## 關連項目
- 日本寺院列表
- 淺草

## 外部連結
- 官方网站（日語、英語、中文和韓語）
- YouTube上的淺草寺頻道（提供雷門與本堂的實時畫面）